# Svinjarevo (Žabari)
Pour les articles homonymes, voir Svinjarevo.
Svinjarevo (en serbe cyrillique : Свињарево) est un village de Serbie situé dans la municipalité de Žabari, district de Braničevo. Au recensement de 2011, il comptait 186 habitants.

## Démographie

### Évolution historique de la population
| 1948 | 1953 | 1961 | 1971 | 1981 | 1991 | 2002 | 2011 |
| ---- | ---- | ---- | ---- | ---- | ---- | ---- | ---- |
| 416  | 421  | 436  | 433  | 403  | 371  | 213  | 186  |

|  |